# Louise Rousseau
Pour les articles homonymes, voir Rousseau.
Louise Rousseau, née Delalonde, le 7 novembre 1854 à Cherbourg et morte le 16 novembre 1924 à Joinville-le-Pont est une femme de lettres française.

## Biographie
Louise Delalonde est la fille de Napoléon Delalonde, inspecteur des douanes, poète et membre de la société académique des sciences, belles-lettres et arts de Cherbourg.
Elle s’installe à Joinville-le-Pont en 1867 après avoir perdu ses parents.
Elle devient professeure de lettres et épouse en 1875 le docteur Henri Rousseau, directeur de l’école d’enseignement libre du château du Parangon, qui deviendra l’école coloniale pratique de Joinville-le-Pont. Henri Rousseau est le fils du docteur Louis-Ferdinand Rousseau (1810-1889), maire de Joinville-le-Pont entre 1875 et 1878.
Pendant la Première Guerre mondiale, elle installe au château du Parangon une œuvre de patronage et d'hospitalisation des enfants dont le but est « de recueillir et de soigner les pauvres petits dont le père, veuf ou divorcé, est appelé sous les drapeaux. » Une voie de la commune de Joinville-le-Pont porte le nom de villa Rousseau.
Elle était décorée des Palmes académiques, en tant qu’officière d’académie en 1899 puis officière de l’Instruction publique en 1907.

## Femme de lettres

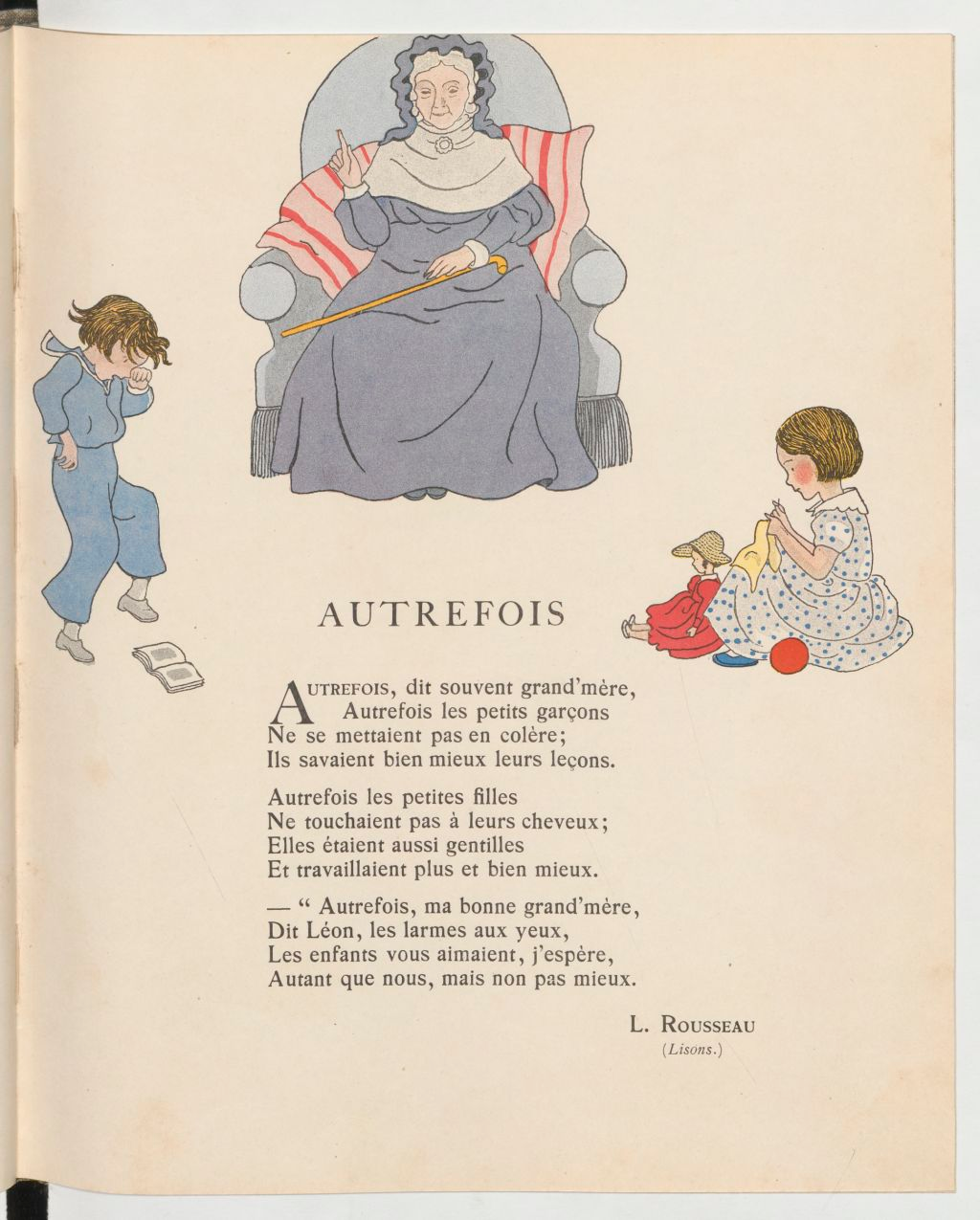
Autrefois, poème illustré par Marie-Madeleine Dauphin.

Louise Rousseau écrit des livres pratiques de mode, des manuels de botanique, des contes pour enfants, des romans pour jeunes filles, des poèmes, des pièces de théâtre, et des romances.
Avec Amoureuses et jalouses (1894), Le Chagrin de Clélia (1894) ou Le Sacrifice de l’amour (1901), elle installe le type du roman pour jeunes filles.
Au milieu des années 1890, Louise Rousseau s’essaie également au théâtre, où elle connaît quelques succès, notamment avec Histoire de chevalerie, mis en musique par le jeune compositeur Alix Fournier et créée au théâtre des Modernes en février 1895, ou Léna (publié sous le pseudonyme de Ludovic Delys) musique de Louis Casemajor.
Elle est membre de la Société des gens de lettres.

## Pédagogie

### L’école du Parangon
En 1832, Louis Ferdinand Rousseau fonde à Joinville-le-Pont une école d’enseignement libre où Jules Rousseau, son fils et beau-frère de Louise, introduit un enseignement technique et professionnel. En 1857, elle est transférée au château du Parangon.
Le docteur Henri Rousseau, autre fils de Louis Ferdinand Rousseau et époux de Louise, lui succède à la tête de l'institution. Il transforme l’établissement en 1902 en école coloniale pratique, délivrant un enseignement agricole, commercial et industriel.
La formation dure deux ans et l’enseignement comprend botanique coloniale, chimie appliquée, agriculture générale, arboriculture, horticulture, comptabilité, électrotechnique, météorologie, hygiène, médecine pratique, art vétérinaire, arpentage et langues étrangères. Les activités de l’école de Joinville-le-Pont cessent avec le début de la Première Guerre mondiale en 1914.
Louise Rousseau présente un rapport lors du Congrès colonial tenu à Marseille en 1904. Elle défend « l’importance du rôle colonial de la femme » et s’inquiète de ce que « l’enseignement que l’éducation féminine en France a été jusqu’ici franchement hostile à la colonisation. Elle rédige un article d'enseignement ménager dans le Journal de l'université des annales du 5 juin 1907.

### La sériciculture
Avec son époux Henri, Louise Rousseau, établit dans le parc de l’institution du Parangon, une magnanerie où les élèves peuvent suivre toute l’évolution du ver à soie depuis l’œuf jusqu’au cocon et au papillon. Il s’agit d’une des premières tentatives pour fonder une exploitation dans les régions septentrionales de la France.
L’activité repose sur la chenille d'un papillon originaire de l'Orient, l’Attacus cynthia, qui vit sur le vernis du Japon (Ailantus glandulosa), fréquent en région parisienne. Les chenilles donnent des cocons contenant chacun 500 ou 600 mètres d'une soie ténue, mais solide et élastique.
Plus robustes et plus grosses que celles du Bombyx du mûrier, les chenilles de l'Attacus cynthia peuvent être élevées en plein air, sur l'arbre même ce qui entraîne une considérable économie de construction, d'entretien, de chauffage et de main-d'œuvre. Par contre, la soie fournie par l'Attacus cynthia n'est pas très blanche, et elle exige un dévidage spécial, en raison de la gomme dont elle est chargée.
Louise Rousseau réalise des aquarelles, présentées dans des expositions botanistes. Elle illustre plusieurs livres sur la culture des plantes d’ornement.
L’activité de botaniste de Louise Rouseau lui vaut des distinctions et elle est faite chevalière du Mérite agricole en février 1914 « pour ses travaux très importants et publications nombreuses sur la sériciculture en France et aux colonies. »

## Publications

### Romans
- Amoureuses et Jalouses, Picard et Kaan, 1894
- Le Chagrin de Clélia (illustré par H. Bressus), Picard et Kaan, 1894
- Joies et tribulations d’un bourricot de Tunisie, illustrations de G. Belichon, Lecène et Oudin, 1894
- Sacrifice d’amour
- La Fille de l'émir, A. Taffin-Lefort, 1899

### Théâtre
- Histoire de chevalerie, musique d’Alix Fournier, créée au théâtre des Modernes, février 1895
- Léna (publié sous le pseudonyme de Ludovic Delys), musique de Louis Casemajor,
- Charité (à-propos en vers)
- La Bouchée de pain (à-propos en vers)
- Papillons ! (pièce en un acte, en vers, musique de scène de G. Marietti), P. Ollendorff, 1895
- Nos petits enfants
- Douce Méprise (un acte, en vers, représenté à Paris au Théâtre mondain), G. Dujarric, 1902

### Livres pratiques
- L'Art de passer son temps au bord de la mer, H. Laurens, 1892
- Essai sur l’art ornemental, Le Moniteur de la mode, 1892
- L'Art de cultiver les fleurs et plantes d'appartement, H. Laurens, Paris, 1892
- L’Élevage du ver à soie, Librairie horticole, Paris, 1910

### Livres pour enfants
- Pour les mamans, poésies à dire pour les enfants de 8 à 12 ans, P. Delarue, 1896

## Sources
- Henry Carnoy, Dictionnaire biographique international des écrivains, Imprimerie de l'armorial français, 1902-1909.
- J. Denolly, Roger Leon Dépagniat, Pierre Robert, Grand annuaire des littérateurs et des notabilités artistiques contemporaines, éd. J. Denolly, 1922.
- Jean Alphonse Azais, Annuaire international des lettres et des arts de langue ou de culture française, éd. Jean Azais, 1921.
- Jules Martin, Nos auteurs et compositeurs dramatiques, Flammarion, Paris, 1897.